# リピンスキ・ヴィエニヤフスキ国際コンクール
リピンスキ・ヴィエニヤフスキ国際コンクール（カロル・リピンスキとヘンリク・ヴィエニャフスキを記念する若いヴァイオリニストのための国際コンクール、波: Międzynarodowy Konkurs Młodych Skrzypków im. Karola Lipińskiego i Henryka Wieniawskiego）は、ルブリンで開催される若手ヴァイオリニストの音楽コンクール。日本では「ヴィエニャフスキ国際コンクール」と呼ばれることがあるが、ポズナニで開催される「ヘンリク・ヴィエニャフスキ国際ヴァイオリン・コンクール」とは別の音楽コンクールである。
1979年に第1回が開催され、以後、3年に1回開催されている。17歳未満のジュニア部門と17歳から25歳までのシニア部門に分かれる。

## 開催年と入賞者
過去の優勝者などについては、公式ウェブサイトに掲載されている。
《1979年（第1回）から2006年（第10回）までの出典：》
《2006年（第10回）から2015年（第13回）までの出典：》

### 第1回（1979年）
- ジュニア部門
  - 第1位 ガブリエル・クロイトル（ルーマニア）
  - 第2位 Leland Chen（英国/台湾）
  - 第3位 Bogdan Bobocea（ルーマニア）
  - 第4位 エリザベス・グラブ（Elisabeth Glab、ポーランド）
  - 第5位 ロベルト・カバラ（ポーランド語版）（ポーランド）
- シニア部門
  - 第1位 セルゲイ・テスリャ（英語版）（ソ連）[3]
  - 第2位 ローター・シュトラウス（Lothar Strauss、東ドイツ）
  - 第3位 ミルチャ・カリン（Mircea Calin、ルーマニア）
  - 第4位 Pyrra Mikkola（フィンランド）
  - 第5位 Elena Maltseva（ソ連）[4]

### 第2回（1982年）
- ジュニア部門
  - 第1位 ヴァディム・レーピン（ソ連）
  - 第2位 カトリーン・ショルツ（英語版）（東ドイツ）、Ruxandra Simionescu-Marquardt（ルーマニア）
  - 第3位 Bogdan Bobocea[注釈 1]（ルーマニア）、Adam Taubie[注釈 2]（ポーランド）
  - 第4位 Włodzimierz Sklarewski（ソ連）、アンティエ・ヴァイトハース（英語版）（東ドイツ）
  - 第5位 Hasegawa Akiko[注釈 3]（日本）、Christina Odajewa（ブルガリア）
- シニア部門
  - 第1位 該当者なし
  - 第2位 ドロータ・シウダ（Dorota Siuda、ポーランド）
  - 第3位 コンラート・ムック（Conrad Muck、東ドイツ）
  - 第4位 ベアタ・ワリキエヴィッチ（Beata Warykiewicz-Siwy[6]、ポーランド）

### 第3回（1985年）
- ジュニア部門
  - 第1位 マキシム・ヴェンゲーロフ（ソ連）、ビン・ファン（wikidata）（黃濱、中国）
  - 第2位 イリーナ・シェヴリャコワ（Ирина Шевлякова、ソ連）、ヴェスコ・エシュケナージ（英語版）（ブルガリア）
  - 第3位 パヴェル・ベルマン（ソ連）
  - 第4位 モニカ・ヤレツカ（Monika Jarecka、ポーランド）、セルゲイ・クリロフ（英語版）（ソ連）
- シニア部門
  - 第1位 Xiao Dong Wang（中国）、アンティエ・ヴァイトハース[注釈 1]（東ドイツ）
  - 第2位 Zheng-Rong Wang（中国）
  - 第3位 Le Zhang（中国）、ドロータ・アンデルシェフスカ（ポーランド語版）[注釈 4]（ポーランド）
  - 第4位 Warty Manuelian（ブルガリア）、Tim Vogler（東ドイツ）

### 第4回（1988年）
- ジュニア部門
  - 第1位 バルテク・ニジョウ（英語版）（ポーランド）
  - 第2位 ナターリア・プリシェペンコ（wikidata）（ソ連）、アクセル・シュトラウス（英語版）（西ドイツ）
  - 第3位 ナターシャ・コルサコヴァ（ドイツ語版）（ソ連）、ニコライ・マドヤン（英語版）（ソ連）
  - 第4位 Xie Nan（謝楠、中国）
  - 第5位 相川麻里子（日本）、Nikolaus Boewer（東ドイツ）
- シニア部門
  - 第1位 モニカ・ヤレツカ[注釈 1]（ポーランド）
  - 第2位 Dalia Stulgite（ソ連）、Quing Zheng（中国）
  - 第3位 該当者なし
  - 第4位 Jin Hui（中国）
  - 第5位 アルカディ・グドニコフ（Аркадий Гутников、ソ連）、エカテリーナ・ポポヴァ（Ekaterina Popova、ブルガリア）

### 第5回（1991年）
- ジュニア部門
  - 第1位 リー・チュアンユン（英語版）（香港）
  - 第2位 吉本奈津子（日本）、エリナ・ヴァハラ（英語版）（フィンランド）
  - 第3位 樫本大進（日本）、Ilia Konowałow（ソ連）
  - 第4位 Maria Nowak（ポーランド）、イゴール・マリノフスキー（英語版）（ソ連）
  - 第5位 清水英理子（日本）、Patrycja Szymańska（ポーランド）
- シニア部門
  - 第1位 Denis Goldfield（ドイツ）
  - 第2位 ピョートル・プラヴネル（ポーランド語版）（ポーランド）、エヴァ・ピレック（Ewa Pyrek、ポーランド）
  - 第3位 ドミニカ・ファルゲル（Dominika Falger、ポーランド）
  - 第4位 セバスティアン・グガワ（Sebastian Gugała、ポーランド）
  - 第5位 Cecilia Gomez（ベネズエラ/ポーランド）

### 第6回（1994年）
- ジュニア部門
  - 第1位 Julia Park（アメリカ）、キリル・トルソフ（英語版）（ドイツ）
  - 第2位 Anette von Hehn（ドイツ）、ピョートル・クワスニー（wikidata）（ポーランド）
  - 第3位 長原幸太（日本）、アントン・ソロコフ（ドイツ語版）（オーストリア）
  - 第4位 Shi Sheng Li（中国）
  - 第5位  Natan Dondalski（ポーランド）
- シニア部門
  - 第1位 該当者なし
  - 第2位 コリーナ・ベルセア（英語版）（イングランド）
  - 第3位 Ashot Sarkisian（アルメニア）、Wei-Ping Lin（オーストリア）
  - 第4位 リヌス・ロート（英語版）（ドイツ）
  - 第5位 Patrycja Szymańska[注釈 1]（ポーランド）

### 第7回（1997年）
- ジュニア部門
  - 第1位 イリヤ・グリンゴルツ（英語版）（ロシア）、エリック・シューマン（wikidata）（ドイツ）、庄司紗矢香（日本）
  - 第2位 Susie Park（オーストラリア）
  - 第3位 Miho Saegusa（三枝未歩、アメリカ/日本）
  - 第4位 Matan Givol（イスラエル）、ヤヌシュ・ヴァヴロウスキ（ポーランド語版）（ポーランド）
  - 第5位 ファニー・クラマジラン（フランス）
- シニア部門
  - 第1位 岡崎慶輔（日本）
  - 第2位 ヴェラ・マルティネス・メーナー（ドイツ語版）（スペイン）
  - 第3位 パトリシア・ピェクトフスカ（ポーランド語版）（ポーランド）
  - 第4位 Chen Gu（中国）、Ge Song（中国）
  - 第5位 Klaudia Szlachta（ポーランド）

### 第8回（2000年）
- ジュニア部門
  - 第1位 該当者なし
  - 第2位 木嶋真優（日本）
  - 第3位 イリアン・ガーネット（英語版）（モルドバ）
  - 第4位 Yoon Yeo Young（윤여영、韓国）
  - 第5位 Chen Xi（中国）
- シニア部門
  - 第1位 ヤナ・ヴォナーシコヴァー＝ノヴァーコヴァー（チェコ語版）（チェコ）
  - 第2位 ホアン・モンラ（wikidata）（黄蒙拉、中国）、Wen Wei（文薇、中国）
  - 第3位 該当者なし
  - 第4位 ヤロスラフ・ナドジツキ（wikidata）（ポーランド）
  - 第5位 Alissa Margulis（ドイツ）

### 第9回（2003年）
- ジュニア部門
  - 第1位 チェン・ジアフェン（英語版）（陈佳峰、中国）
  - 第2位 Charlotte Bonneton（フランス）
  - 第3位 Ui-Youn Hong（홍의연、韓国）、Hyeyoon Park（박혜윤、韓国）
  - 第4位 Justyna Jara（ポーランド）
  - 第5位 Yee Won Kim（韓国）
- シニア部門
  - 第1位 Viatcheslav Chestiglazov（ロシア）
  - 第2位 Yoonshin Song（韓国）
  - 第3位 マリア・マホフスカ（ポーランド語版）（ポーランド）
  - 第4位 Chi-Ung Choi（韓国）
  - 第5位 Artiom Shishkov（ベラルーシ）

### 第10回（2006年）
- ジュニア部門
  - 第1位 弓 新（wikidata）（日本）、エスター・ヨー（英語版）（アメリカ）
  - 第2位 松本紘佳（日本）
  - 第3位 シレーナ・フアン（英語版）（アメリカ）、篠原悠那（日本）、寺内詩織（日本）、Shuai Shi（中国）
  - 第4位 Julia Kopylova（ロシア）、
  - 第5位 大塚百合菜（日本）、 ニクラス・リーペ（英語版）（ドイツ）
- シニア部門
  - 第1位 Ui Youn Hong（韓国）、Alexandr Sorokow（オーストリア）、ステファン・タララ（wikidata）（ドイツ）
  - 第2位 Justyna Jara（ポーランド）、Kamila Wąsik（ポーランド）、Xiang Yu（中国）
  - 第3位 Nitzan Bartana（イスラエル）、Jiajing Wang（中国）
  - 第4位 該当者なし
  - 第5位 Alma Olite Gorraiz（スペイン）、Joanna Konrzewska（ポーランド）

### 第11回（2009年）
- ジュニア部門
  - 第1位 Mindy Chen（アメリカ）、服部百音（日本）
  - 第2位 千葉水晶（日本）、Elvin Hoxha Ganiyev（アゼルバイジャン）、Sherniyaz Mussakhan（カザフスタン）
  - 第3位 Ann Hou Saeter（ノルウェー）
  - 第4位 見渡風雅（日本）[7]
  - 第5位 大野ゆかり（日本）[8]
- シニア部門
  - 第1位 マリアンナ・ヴァシリエヴァ（wikidata）（Marianna Vasilyeva、ロシア）
  - 第2位 ニクラス・リーペ[注釈 1]（ドイツ）、Arsenis Selalmazidis（ギリシャ）、Anita Wąsik（ポーランド）
  - 第3位 Irina Pak（ロシア）、Andrej Rozedent（ロシア）
  - 第4位 ダヴィッド・ミルゾエフ（wikidata）（David Mirzoev、チェコ）
  - 第5位 Joanna Emilia Kreft（ポーランド）

### 第12回（2012年）
《出典：》
- ジュニア部門
  - 第1位 Ellinor D'Melon Moraguez（ジャマイカ）
  - 第2位 Elena Kawazu（河津英麗奈、アメリカ/日本）
  - 第3位 Antoni Ingielewicz（ポーランド）、Emilia Jarocka（ポーランド）
  - 第4位 Chanelle Bednarczyk（ポーランド）、Elea Nick（スイス）、Issei Watanabe（渡部壱成、日本）、ジョヴァンニ・アンドレア・ザノン（イタリア語版）（イタリア）
- シニア部門
  - 第1位 土岐祐奈（日本）
  - 第2位 Anna Malesza（ポーランド）、Elina Sitnikava（ベラルーシ）
  - 第3位 Mateusz Makuch（ポーランド）、Artem Naumov（ロシア）、シモン・ウィーナー（ドイツ語版）（スイス）
  - 第4位 Maria Florea Sitjà（スペイン）
  - 第5位 Rolanda Ginkute（リトアニア）、Stanisław Podemski（ポーランド）

### 第13回（2015年）
- ジュニア部門
  - 第1位 アイネス・イゼル・ブルジンスカ（wikidata）（ポーランド/スペイン）、河井勇人（日本）、Elea Nick[注釈 1]（スイス）
  - 第2位 Paloma So Chin Cham（カナダ/中国）
  - 第3位 水越菜生（日本）
  - 第4位 Sara Dragan（ポーランド）
  - 第5位 Eduard Kollert（チェコ）、Wendi Wang（中国）
- シニア部門
  - 第1位 Elli Choi（アメリカ）、Eva Rabchevska（ウクライナ）
  - 第3位 小川恭子（wikidata）（日本）[10][注釈 5]
  - 第4位 Aleksander Daszkiewicz（ポーランド）、Emila Jarocka（ポーランド）

### 第14回（2018年）
《出典：》
- ジュニア部門
  - 特賞 Teo Gertler（スロバキア）
  - 第1位 Sofie Leifer（スウェーデン）
  - 第2位 Su Mingxuan（中国）、Tasillo Probst（ドイツ）
  - 第3位 田中友梨（日本）[12]、高麗愛子（日本）[13]
  - 第4位 大久保瑠名（日本）、Marie-Aude Melliès（フランス/日本）
  - 第5位 Vera Kostner（オーストリア）
- シニア部門
  - 第1位 Sarah Dragan[注釈 1]（ポーランド）、Raquel Areal Martínez（スペイン）
  - 第2位 Eduard Kollert[注釈 1]（チェコ）
  - 第3位 Michał Orlik（ポーランド）、後藤康（日本）[14]
  - 第4位 Laura Katherina Handler（ドイツ）、ジュリアン・ワルダー（ドイツ語版）（オーストリア）、Marta Grygier（ポーランド）
  - 第5位 Marta Sikora（ポーランド）

### 第15回（2021年）
《出典：》
- ジュニア部門
  - 特賞 吉村妃鞠
  - 第1位 Sofia Demetriades, Zofia Anna Olesik
  - 第2位 Laura Kostner，Milena Pioruńska, Ilva Eigus
  - 第3位 Helene Freytag, Xiaozhuo Wang
  - 第4位 Shang-En Sean Hsieh（謝尚恩）, Anastasia Scripnic
- シニア部門
  - 第1位 アイネス・イゼル・ブルジンスカ（Inés Issel Burzynska）[注釈 6]
  - 第2位 Jakub Staszel, Adam Suska, Alice Grauchman, Vera Kostner[注釈 1]
  - 第3位 Magdalena Turek, Wiktoria Białostocka
  - 第4位 Maciej Marcinowicz

### 第16回（2024年）
《出典：》
- ジュニア部門
  - 特賞 Natalia Dragan
  - 第1位 Nanami Anasagasti Kamitaka（神鷹七海）, Eduard Dayan, Youlan Lin
  - 第2位 Stefaniia Moknacheva, Alexander Erokhin Gomez
  - 第3位 Joanna Habich, Fengning Guo
- シニア部門
  - 第1位 Sofia Demetriades, Richard Kollert
  - 第2位 Esperanza Saki Caraballo Yakura, Piotr Stadnicki, Gaja Wilewska
  - 第3位 Paride Losacco, Sophie Branson, Alfred Artemyev